# Erasmus Oswald Schreckenfuchs

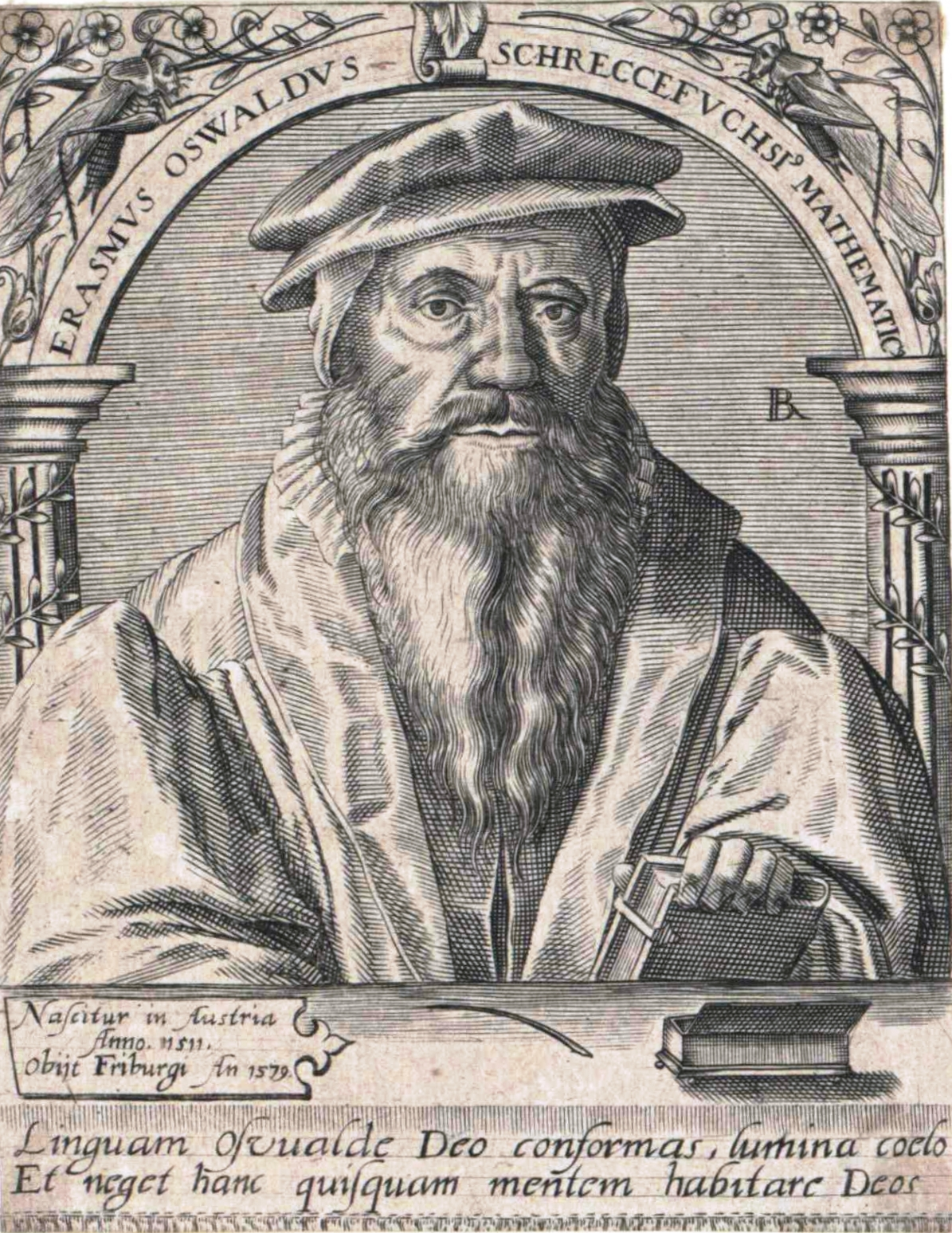
Erasmus Oswald Schreckenfuchs (Abbildung aus der Bibliotheca chalcographica des Jean-Jacques Boissard).

Erasmus Oswald Schreckenfuchs (* 1511 in Merckenstein; † 1575 in Freiburg im Breisgau) war ein Mathematiker und Astronom, Rhetoriker, Humanist und Hebraist.

## Leben
Der Schüler von Sebastian Münster wurde 1550 Professor für Mathematik, Rhetorik und Hebräisch an der Universität Tübingen und dann an der Universität Freiburg im Breisgau.
Er befasste sich u. a. mit der neuen Planetentheorie Novae theoreticae planetarum des Wiener Astronomieprofessors Georg Peuerbach, zu der er 1556 gemeinsam mit dem Tübinger Astronomen Philipp Imsser einen Kommentar publizierte.
1566 wurde die Zweite Auflage von Nikolaus Kopernikus’ De revolutionibus orbium coelestium von Münsters Stiefsohn in Basel gedruckt. Laut der Kopernikus-Biografie von Pierre Gassendi aus dem Jahr 1654 hatte er Kenntnis von dessen 1543 veröffentlichtem Hauptwerk De revolutionibus orbium coelestium und war ein früher Anhänger von dessen heliozentrischem Weltbild. Er schuf ein Instrument, mit dem er beide Systeme veranschaulichen konnte, was Tycho Brahe jedoch für unmöglich hielt.
Den Aufzeichnungen im Universitätsarchiv Freiburg im Breisgau ist zu entnehmen:
Im Frühjahr 1575 beginnt Erasmus Oswald zu kränkeln. Er verstirbt im August 1575. Nach seinem Tod lässt die Universität am 22. Oktober 1575 wertvolle Bücher und Instrumente aus seinem Nachlass auswählen. Außerdem hatte er bei der Universität noch eine Geldschuld von 100 Gulden. Zu dieser Zeit wird auch sein Sohn Laurentius auf Betreiben der Universität von Ingolstadt nach Freiburg zurückgerufen. Er solle hier (im Unterricht) der Nachfolger seines Vaters werden. Bereits am 25. Juli 1575 hatte Laurentius die Vorlesungsvertretung in Mathematik für seinen Vater übernommen.
Im April 1579 kommt es (endlich) zu einem Erbschafts- und Teilungsvertrag zwischen der Witwe von Erasmus Oswald und seinen 11 Kindern.
(Erasmus Oswald hatte mit seiner ersten Frau 12 Kinder – und mit der jetzigen Witwe als letztes Kind einen Sohn. Dieser Vertrag ist vermutlich der Grund, warum sein Todesjahr in mehreren Publikationen, so auch im gezeigten Kupferstich mit 1579 angegeben wurde. In der Dissertation von Horst Ruth ist jedoch das richtige Todesjahr angegeben.)
Als sein Lehrer Sebastian Münster am 26. Mai 1552 an den Folgen der Pest gestorben war, hielt der mit ihm eng befreundete Schreckenfuchs eine Gedächtnisrede auf Hebräisch.

## Werke
- Arithmetica des Elias Levita. 1546, Petri, Basel
 Übersetzung des Werkes
- Sphaera Mundi von Rabbi Abrahamo. 1546, Petri, Basel
 Übersetzung ins Lateinische von E.O.Schreckenfuchs, Zeichnungen von Sebastian Münster
- Pelusiensis Alexandrini omnia... Claudii Ptolemaei. Petri, Basel 1551. Übersetzung des Werkes
- Cantica canticorum et Ecclesiastes Salomonis paraphrasticos. 1553. Aus dem Chaldäischen in lateinische und hebräische Sprache übersetzt.
- Commentaria in Sphaeram... J. de Sacrobusco. Petri, Basel 1553.
- Commentaria in novas theoricas planetarum Georgii Purbachii. Petri, Basel 1556.
- Annotationes in Procli de Sphaera. Petri, Basel 1561.
- Primum Mobile. Petri, Basel 1567.
- Neudruck der Auflage: Commentaria in Sphaeram Joannis de Sacrobosco accuratissima. Petri, Basel 1569.
- Opus novum nobilissimum gentium ... Calendaria. Petri, Basel 1574.
- Opus posthumum, exactissimam praecipuarum in orbe terrarum gentium, ... ; Laurentii Schreckenfuchsii,... opera editus aeternaeque memoriae, ac posteritati dicatus. Petri, Basel 1576. Dieses große Werk, an dem Erasmus arbeitete, behandelt die Zeitrechnung sämtlicher Kulturvölker. Es wurde erst von seinem Sohn Lorenz herausgegeben.